# Mineral Wells (Texas)
Mineral Wells es una ciudad ubicada en el condado de Palo Pinto en el estado estadounidense de Texas. En el Censo de 2010 tenía una población de 16.788 habitantes y una densidad poblacional de 306,39 personas por km².

## Geografía
Mineral Wells se encuentra ubicada en las coordenadas 32°49′25″N 98°4′44″O / 32.82361, -98.07889. Según la Oficina del Censo de los Estados Unidos, Mineral Wells tiene una superficie total de 54.79 km², de la cual 52.83 km² corresponden a tierra firme y (3.58%) 1.96 km² es agua.

## Demografía
Según el censo de 2010, había 16.788 personas residiendo en Mineral Wells. La densidad de población era de 306,39 hab./km². De los 16.788 habitantes, Mineral Wells estaba compuesto por el 75.26% blancos, el 7.8% eran afroamericanos, el 0.7% eran amerindios, el 0.54% eran asiáticos, el 0.03% eran isleños del Pacífico, el 13.58% eran de otras razas y el 2.1% pertenecían a dos o más razas. Del total de la población el 26.35% eran hispanos o latinos de cualquier raza.